# Khalid Shahmah
Khalid Shahmah (n. en Libia en ?) es un general libio que estuvo al servicio del régimen de Muamar el Gadafi hasta 2011, ahora es leal al Consejo Nacional de Transición (CNT) de su país.  Después del uso de las fuerzas gadafistas para reprimir una serie de protestas y la subsecuente rebelión iniciada el 15 de febrero de 2011, el 10 de marzo se reportó la noticia de que Shahmah desertado. Su deserción fue un factor contribuyente en un cambio de estrategia para las remanentes fuerzas leales a Gadafi en la guerra.
El canal de televisión estatal informó en un "urgente" comunicado que el general de división Khalid Shahmah se incorporó a los rebeldes en la ciudad de Zauiya, 1 de las 2 ciudades en el oeste del país que se convirtieron en bastiones de la oposición al momento de su deserción. Coincidiendo con esta analistas militares occidentales del Instituto Internacional para Estudios Estratégicos, con sede en Londres, Reino Unido, determinaron que el coronel Gadafi empezaría a restringir el uso de sus tropas terrestres a causa de las deserciones masivas de sus comandantes.